# Bibliothécaire musical
Le ou la bibliothécaire musical-e, est un-e spécialiste du milieu documentaire qui travaille avec des documents musicaux. «Le bibliothécaire musical est un bibliothécaire qui travaille avec la musique». Les bibliothécaires musicaux peuvent évoluer dans différentes sphères du milieu musical, allant des orchestres, aux bibliothèques universitaires, jusqu’aux centres d’archives. Le titre et les tâches peuvent varier selon le milieu de travail.

## Les autres appellations
Il n'existe pas de nom précis pour ce métier, car chaque structure possède sa propre terminologie des métiers.
- Responsable des ressources musicales
- Chargé de la bibliothèque musicale
- Attaché aux productions musicales
- Bibliothécaire-copiste
- Bibliothécaire d'orchestre
- Musicothécaire
- Bibliothécaire de liaison en musique
- Bibliothécaire disciplinaire en musique

## Les lieux de travail
- Bibliothèques spécialisées (dans les universités, collèges et conservatoires)[2]
- Bibliothèques publiques municipales
- Centres d’archives et de documentation musicales[3]
- Maisons d’édition musicale (partitions, audios)
- Orchestres et ensemble musicaux[4]
- Stations de radios et télévisions[5]

## Tâches et activités
Les tâches du métier de bibliothécaire musical-e varient selon le lieu de travail et certains cumulent différentes compétences et spécialisations. 

### Bibliothèque publique universitaire ou de conservatoire
Bibliothèque publique universitaire ou de conservatoire, :
- Gestion de la collection (acquisition, élagage)
- Référence aux usagers
- Gestion des droits d’auteurs
- Diffusion des services
- Éducation aux usagers 
  - Ateliers sur la recherche d'information
- Services spéciaux
  - Catalogage
  - Projet de numérisation
  - Liaison avec les professeurs et chercheurs d’une université (bibliothécaire de liaison)
  - Recherche

### Bibliothèque publique municipale
Dans ce type de bibliothèque, les tâches des bibliothécaires de musique sont semblables aux autres bibliothécaires, comme la gestion et la mise en valeur des collections et le service de référence.
L'aide aux usagers et usagères est la plus grande partie du travail, car les demandes en lien avec la musique sont très diversifiées.  En plus d’être adaptée aux goûts de la communauté, la portion musicale (disques, partitions) de la bibliothèque va souvent faire partie d’une plus grande section portant sur les arts (cinéma, théâtre, etc.) et les bibliothécaires auront parfois à répondre à des questions autres que sur la musique. 
Le ou la bibliothécaire musical-e s’occupe aussi du site web et des réseaux sociaux afin de promouvoir les événements et mettre en valeur les nouveautés. Ils et elles créent aussi des activités spéciales avec la musique, comme offrir des cours de musique ou le prêt d'instruments de musique. 

### Centre d'archive et de documentation musicale
Dans ces établissements, les membres du personnel sont peu nombreux et les bibliothécaires (et archivistes dans ce cas) seront appelés à faire plusieurs tâches.  
En plus de développer la collection de documents et d’accueillir le public et les chercheurs, il faudra aussi effectuer l’inventaire et la description des fonds archives reçues (lettres, photos, livres ou partitions). Les bibliothécaires effectuent aussi la numérisation d’archives et la création de la base de données pour la collection. 
Les centres d’archives et de documentation sont souvent spécialisés comme par exemple, The Institute of Jazz Studies, où est effectué un travail d’entretien et de restauration des supports audios comme les disques vinyle ou les cassettes. 

### Station de radio et télévision
Dans ces milieux, les bibliothécaires sont souvent appelés musicothécaires. Ils et elles s’occupent de gérer la collection d’une station de radio ou de télévision locale. La collection est souvent composée de publications qui ont été reçus à des fins promotionnelles. Ces documents arrivent régulièrement et sont immédiatement catalogués. Les musicothécaires rédigent aussi des rapports de la musique jouée pour la gestion des droits d’auteurs.  

### Ensemble musical (orchestre, opéra, ballet et orchestre militaire)
- Achat ou location de partitions auprès des éditeurs ou fournisseurs[4].
- Travail avec le chef d’orchestre et les compositeurs
  - Annotation des partitions (corrections d’erreurs, coupures)
  - Gestion des droits d’auteurs pour la diffusion des œuvres
  - Assurer la circulation des partitions auprès des musiciens
  - Rédaction de programme pour les concerts
  - Gestion des archives

### Les activités d'un bibliothécaire musical d'orchestre
Le métier de bibliothécaire musical, bien que méconnu, est indispensable au bon fonctionnement d’un orchestre. Il consiste à se procurer les ressources matérielles nécessaires à l'exécution d'une œuvre musicale, mais aussi de faire le lien entre le chef d'orchestre et les différents acteurs qui auront besoin d'une partition lors d'une production.
Le bibliothécaire musical d'un orchestre doit, pour chaque œuvre programmée, adopter un processus méthodologique de base afin d'être efficace lors de la mise en place du lien entre les acteurs musicaux et le chef d'orchestre. Il doit faire donc face à de multiples activités:
- Lorsqu'il reçoit le choix des œuvres programmées, il doit faire des recherches sur les différentes versions précédemment interprétées, ainsi que les éditions existantes de ces œuvres. S'il existe différentes éditions, le bibliothécaire musical consulte alors le chef d'orchestre qui choisira la version la plus intéressante d'un point de vue musicologique, et la version qui illustrera au mieux le livret.
- Une fois la version et l'édition choisies, il se charge de la commande du matériel musical, composé du conducteur, des réductions pour piano et chant (dans le cas d'œuvres lyriques) et du matériel pour l'orchestre (la partition destinée à chaque instrumentiste de l'orchestre). Si les archives ne possèdent pas le matériel, il est possible de l'acheter ou de le louer. Lorsque le matériel est livré, il doit reporter les modifications demandées par le chef d'orchestre et le metteur en scène. Il effectue également une lecture complète de toutes les partitions et du conducteur afin de corriger les erreurs d'édition.
- Lorsqu'il s'agit d'un opéra, le bibliothécaire musical doit ensuite contacter le chef d'orchestre et le metteur en scène de l'équipe artistique afin de procéder aux différentes coupures (qui sont différentes d'une production à l'autre). Ces modifications doivent être mises en évidence de manière claire sur les partitions des chanteurs, mais aussi faire l'objet d'une nouvelle pagination pour le matériel de l'orchestre, pour éviter les tournes inutiles.
- Il se doit de fournir au musicien des partitions claires, et utilise donc la technique du collage pour éviter les fausses lectures lors des répétitions. Il se charge de garantir une tourne confortable au musicien, car la partition doit être facile à manier malgré les modifications importantes pour les exécutants de l'orchestre. Il y inscrit différentes indications importantes comme les coups d'archet (définis par les solistes des cordes de l'orchestre afin d'unifier le jeu collectif), les directives notées sur le conducteur par le chef d'orchestre, concernant l'expression, la dynamique, le tempo ou encore les indications de battue. il assiste aux répétitions pour s'assurer du bon fonctionnement des partitions, éventuellement corriger des incohérences présentes entre le conducteur et la partition de l'instrument concerné, et rectifier au besoin les annotations selon le souhait du chef ou des instrumentistes.
- Après la toute dernière représentation de l'œuvre, le bibliothécaire est chargé de récupérer toutes les partitions, de retirer toutes les modifications effectuées, et de suivre leur restitution à l'éditeur si elles ont été louées.

Comme évoqué précédemment, chaque structure possède son type précis de bibliothécaire, et donc des fonctions supplémentaires viennent s'ajouter au cahier des charges de ce dernier. C'est le cas de l'Opéra national du Rhin de Strasbourg, qui, ne possédant pas d'orchestre, fait appel alternativement à l'Orchestre Symphonique de Mulhouse et l'Orchestre Philharmonique de Strasbourg. Le bibliothécaire a pour tâche de prévoir une éventualité d'embauche de musiciens supplémentaires, car les effectifs de ces deux orchestres diffèrent.

## Profil et compétences
Pour être bibliothécaire musical(e), il faut :  
- Un diplôme en Bibliothéconomie et sciences de l’information ou l’équivalent.
- Une grande culture musicale et une connaissance du langage de la notation musicale[5].Toutefois, le niveau requis peut varier selon le milieu de travail, car les exigences ne seront pas les mêmes pour un orchestre que pour une bibliothèque municipale[12].

- Une connaissance de base du milieu de l’édition (livres, périodique et partitions).
- Une connaissance au niveau du droit d’auteur, notamment pour les exécutions d’œuvres publiques, autant pour les prestations en milieu universitaire que professionnel[4].

- Une grande habileté à travailler avec les gens et en équipe, à travailler sous pression, à avoir la volonté d’apprendre de façon continue et être ponctuel[13].

Il a de préférence le sens de l'organisation, doit être réactif, diplomate et rigoureux. Son emploi du temps est relativement fixe, mais il est très mobile car il doit effectuer plusieurs déplacements pour assister aux lectures. Il possède également des connaissances en informatique, notamment pour la bureautique, la mise en place de base de données, et la MAO. Avoir des notions de droits d'auteur ou une pratique du violon peut être un atout très intéressant. Il possède quelques notions d'italien et d'allemand (qui sont très utilisés dans la musique), et maîtrise l'anglais afin de mieux transcrire les volontés du chef d'orchestre (et/ou du metteur en scène si c'est un opéra) sur le matériel, si ce dernier est étranger.

## Formations
Au Canada et aux États-Unis, il faut être détenteur d’un diplôme en Bibliothéconomie et science de l’information. Il faut aussi détenir une formation en musique de préférence, ou posséder le savoir équivalent.
En France (2001), la durée des formations varie et elle est dispensée par: 
- Les centres régionaux de formations (ex : CFA Métiers des arts de la scène, parcours Métiers de la scène lyrique[15].)
- Les associations professionnelles
- Les bibliothèques elles-mêmes
- L’Enssib - École nationale supérieure des sciences de l’information et des bibliothèques[12].